# Wilhelm Boshart
Wilhelm Boshart (* 16. März 1815 in München; † 31. August 1878 in Aisching, Gstadt am Chiemsee) war ein deutscher Landschaftsmaler. Er war ein Vetter des Landschaftsmalers und Kunstprofessors Max Haushofer und gilt als wichtiger Vertreter der Chiemseemalerei.

## Leben

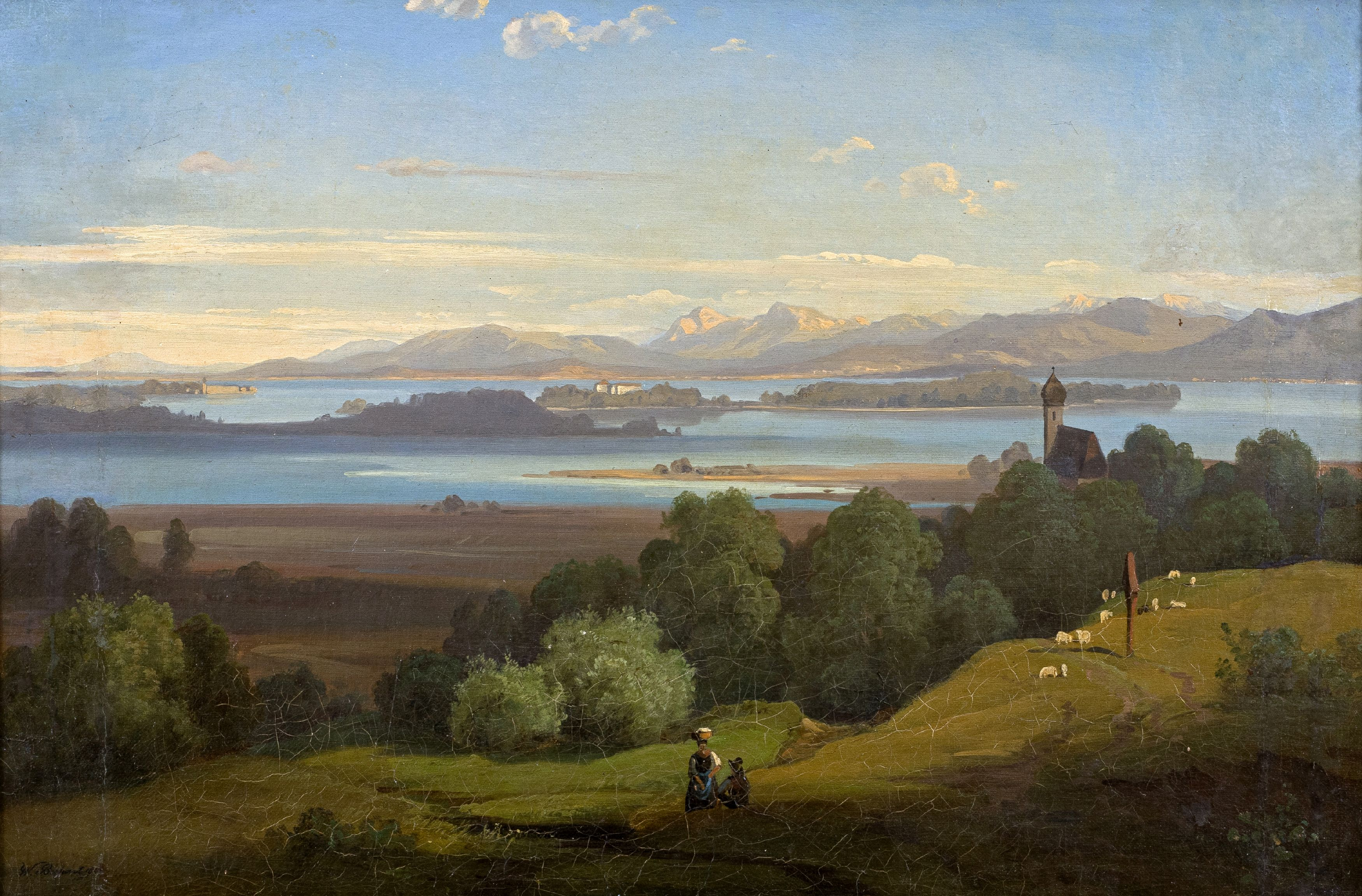
Blick auf den Chiemsee mit Frauen- und Herreninsel (1844)

Boshart kam in München zur Welt und studierte zunächst Pharmazie (laut Thieme-Becker Chemie). Während seiner Studienzeit zeichnete er auf Auslandsreisen und verschrieb sich schließlich, inspiriert durch seinen Vetter Max Haushofer, ganz der Malerei. Bei seinen Landschaftsbildern orientierte sich der Autodidakt an Haushofer und auf dessen Empfehlung hin an Eduard Schleich. Weil sein Vater in München einen florierenden Geldverleih betrieb, war Boshart nicht auf die Kunst als Brotberuf angewiesen. 1857 ließ er sich an der Adresse Reiterstraße 41 in Aisching am Chiemsee ein Sommerhaus errichten.
Die Familie Boshart war gut vernetzt im Münchner Bürgertum: Wilhelms 1846 geborene Tochter Minna heiratete den Mineralogen Karl Haushofer, Sohn des Vetters Max und der Wirtin auf der Fraueninsel, Anna Dumbser, und war außerdem mit Constanze Dahn, Schwester des Schriftstellers Felix Dahn, befreundet. Aufgrund fehlender Briefe oder autobiografischer Notizen ist über die Persönlichkeit Bosharts nichts bekannt. Auch sind keine Porträts oder andere bildliche Darstellungen des Künstlers aus späteren Jahren erhalten. Lediglich ein von ihm verfasster und 1870 in der Kunstzeitschrift Die Dioskuren veröffentlichter Text hat die Zeit überdauert:

„Es ist nun schon manches Dezennium verflossen, seit sich im Wirtshause auf der Fraueninsel zum ersten Mal ein lustiges Völkchen von Malern zusammenfand und nach des Tages Müh’ bis spät in die Nacht hinein beim Glase saß. Die Ruben, Morgenstern, Fohr, Haushofer und wie die Wackeren sonst alle hießen, die dort Standquartiere aufgeschlagen, sie sind fast alle heimgegangen und denen, die sich noch des Lichtes erfreuen, fließet das Blut nachgerade etwas ruhiger durch die Adern. Aber der Geist jener Tage schwebt noch über dem Wasser und berührt mit leisem Flügelschlage die Seele des einen oder anderen von Jenen, welche noch festhalten an dem Gedächtnis der alten Zeit […]“

## Werk
Boshart gilt mit seinen zum Naturalismus neigenden, farbintensiven und romantischen Stimmungsbildern als Vertreter der Münchner Schule. Bevorzugtes Motiv während seiner mehr als drei Jahrzehnte andauernden künstlerischen Laufbahn war der Chiemsee mit dem umgebenden Hügelland. Mit den wechselnden Lichteffekten der Tages- und Jahreszeiten fing er viele verschiedene Szenerien wie den „über dem Wasser schimmernden Glast eines Sommertages“ oder den „Zauber einer Mondnacht mit dem Fraueninsel-Kloster“ ein. Klaus Jörg Schönmetzler sah in seinen Bildern den „Wolkenpathos“ eines Peter Paul Rubens. Neben dem Chiemsee malte Boshart unter anderem die „Waldstille“ der Ramsau und Brannenburgs (mit Staffage von Friedrich Voltz), aber auch Landschaftsmotive aus dem Ausland wie Ansichten der Campagna Romana, eine „Partie von Burgeis“ auf der Malser Haide oder eine Brücke über die Seine bei Rouen. Einige seiner Chiemsee-Bilder wurden von Friedrich Würthle als Lithografien vervielfältigt.

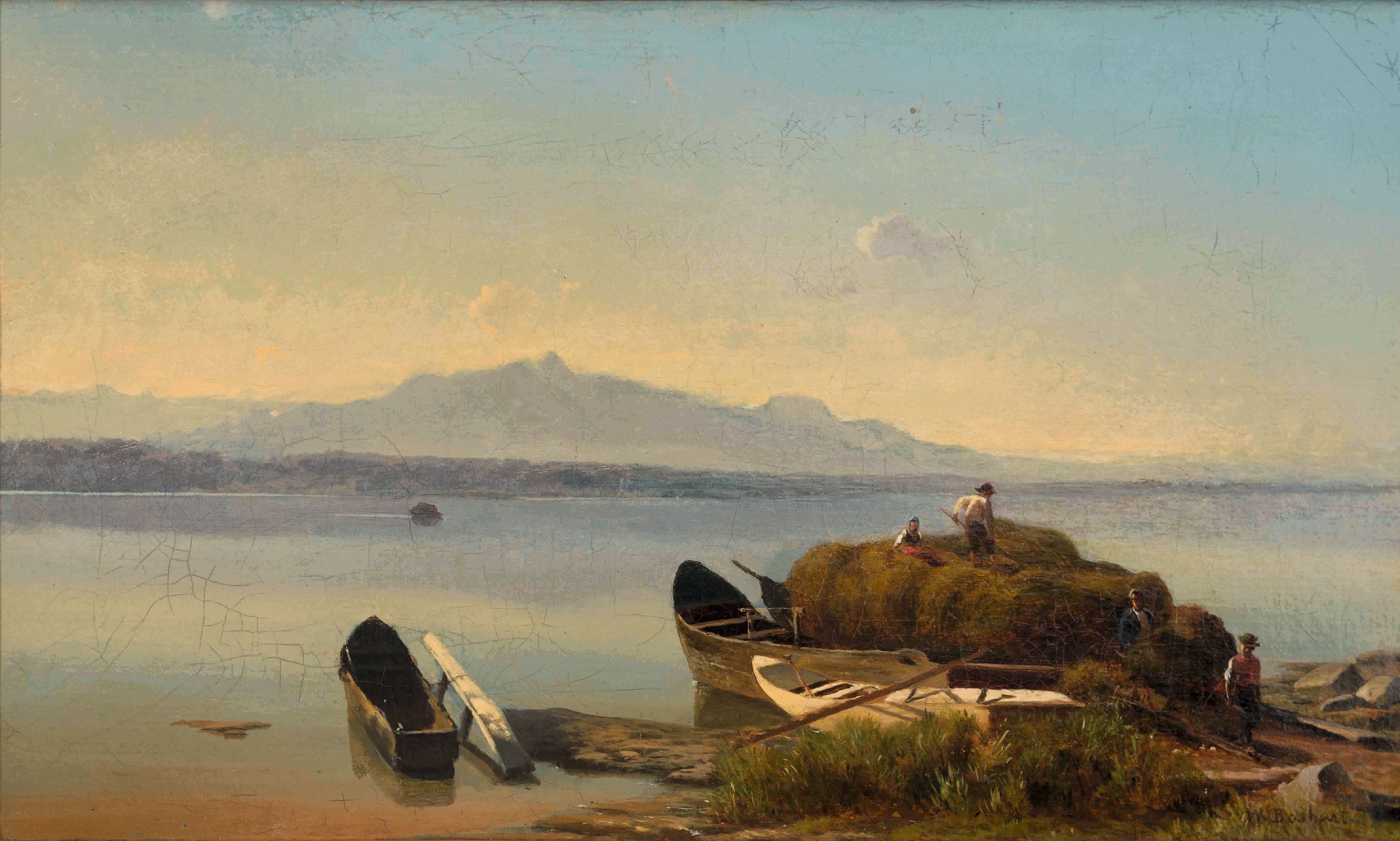
Heuernte am Chiemsee
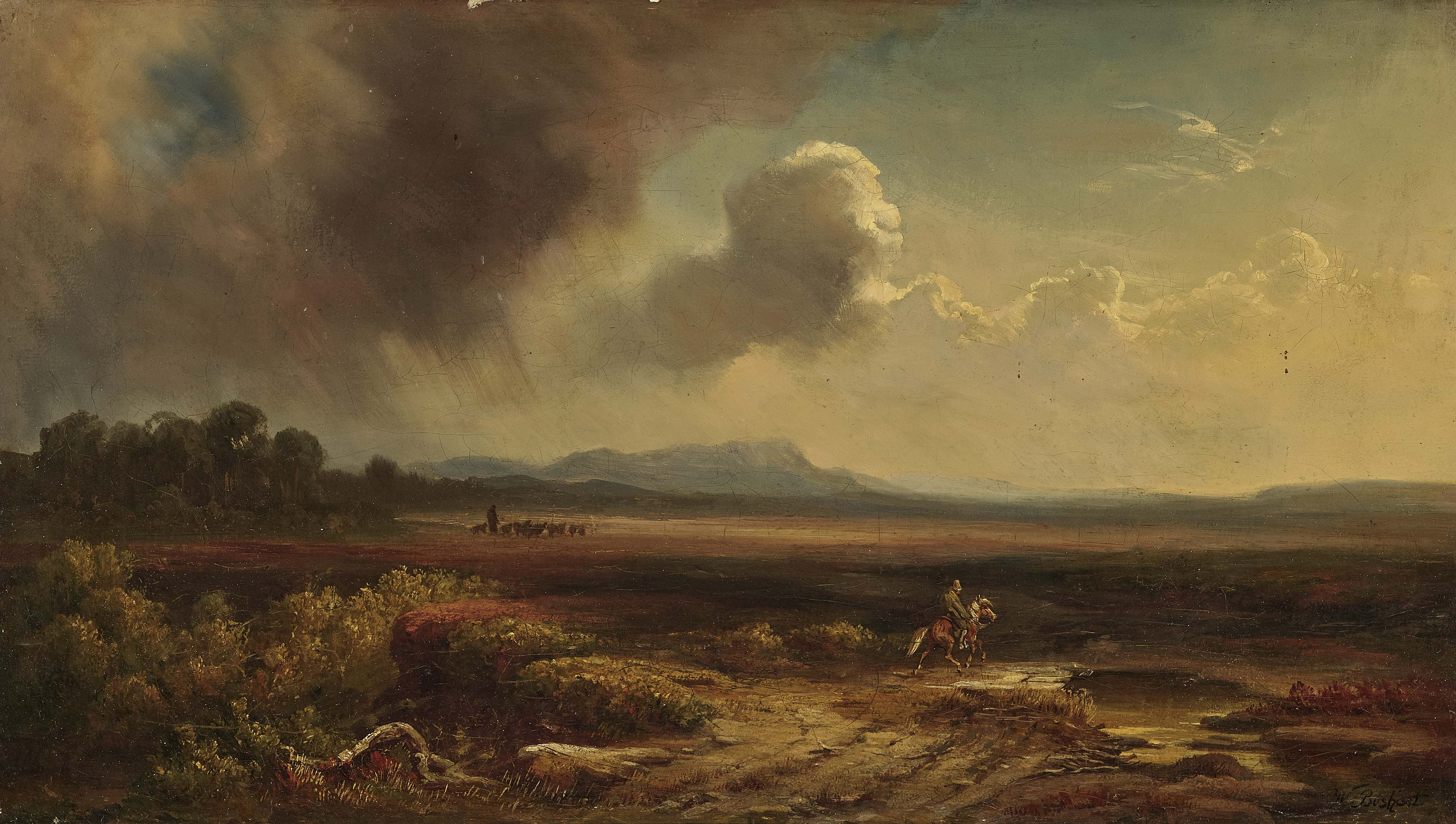
Aus der Campagna
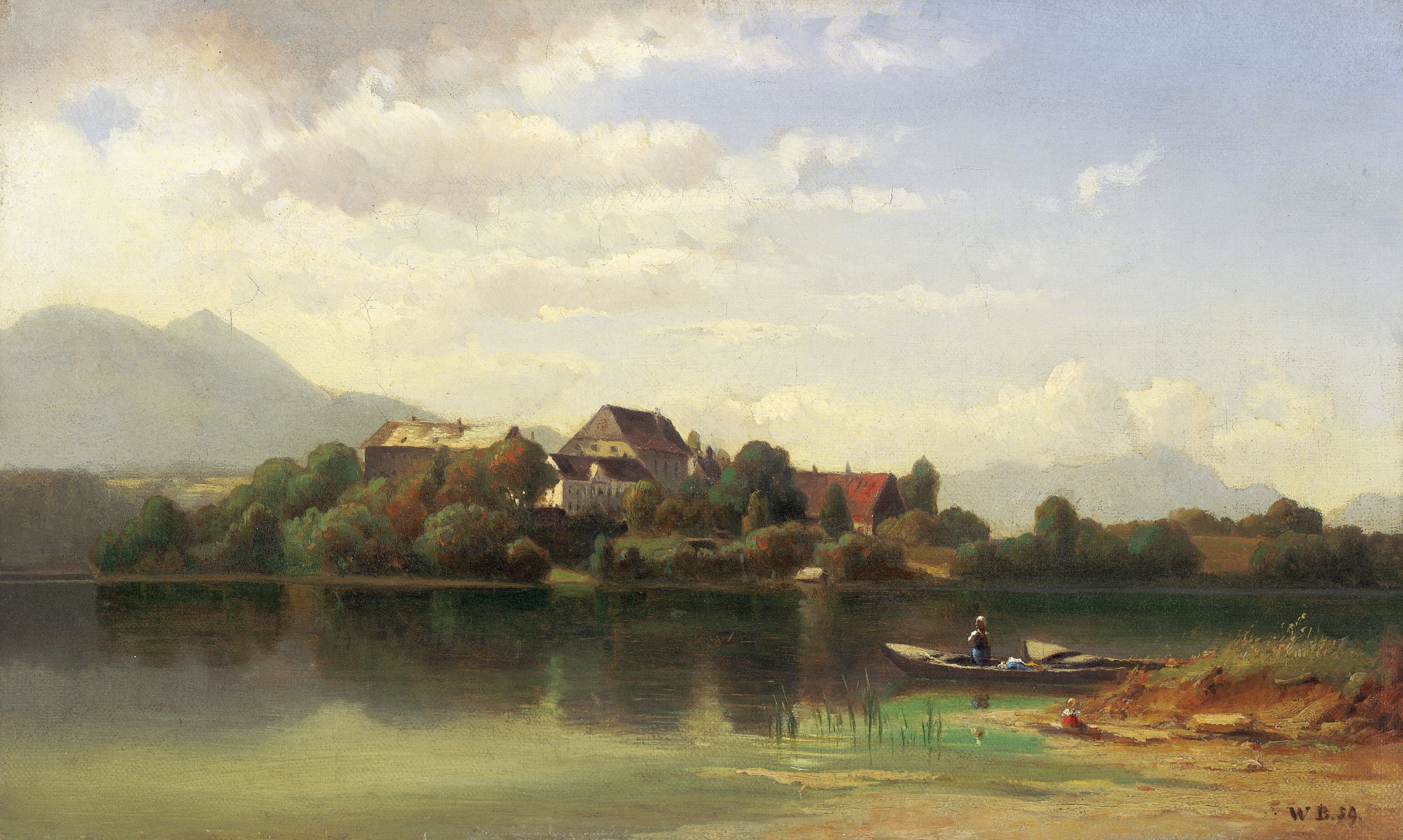
Altes Stift Herrenchiemsee
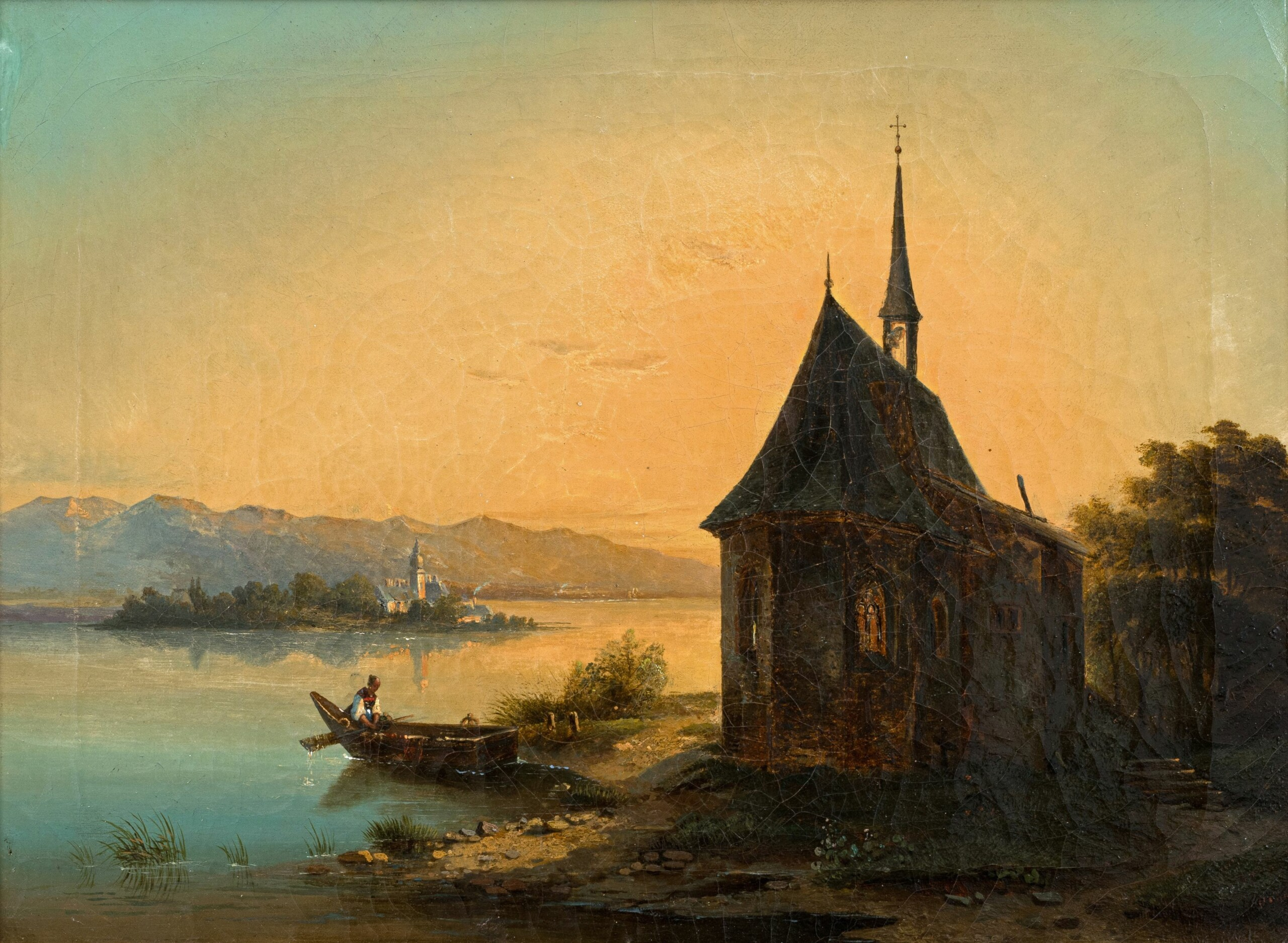
Abendstimmung am Chiemsee

Zu Bosharts Lebzeiten wurden seine Werke in Dresden, Köln, München und Wien ausgestellt. Die rund 100 von ihm erhaltenen Bilder, darunter überwiegend Ölgemälde, befinden sich heute vor allem in Privatbesitz. Anlässlich seines 200. Geburtstages fand 2015 im Heimathaus Traunstein eine Ausstellung unter dem Motto Wilhelm Boshart und sein Kreis statt. Der von Gerald Streitberg verfasste Ausstellungskatalog stellt die erste umfängliche Biografie des bis dahin weitgehend unerforschten Künstlers dar. Bei den ausgestellten Gemälden handelte es sich um Leihgaben des Auswärtigen Amtes, der Galerie Gailer und von Privatpersonen. Neben zehn Bildern des Jubilars wurden Werke aus seinem Umkreis oder unmittelbarer Vorläufer ausgestellt, darunter Georg Heinrich Crola, die Brüder Dillis, Max Haushofer, Adolf Lier, Karl Raupp, Felix von Schiller, Eduard Schleich, Josef Wopfner und Alfred Zimmermann.

### Werke (Auswahl)
- 1844: Blick auf den Chiemsee mit Frauen- und Herreninsel. Öl auf Leinwand, 30,5 × 45,5.
- 1848: Sturm an der Felsenküste. Öl auf Leinwand, 43 × 54 cm (nach Christian Morgenstern).
- 1858: Mondnacht am Chiemsee. Öl auf Holz, 14,3 × 23,5 cm.
- 1859: Abend am Chiemsee. Öl auf Leinwand, 69 × 115 cm.
- 1859: Altes Stift Herrenchiemsee. Öl auf Leinwand, 18 × 29 cm.
- 1860: Am Chiemsee. Öl auf Leinwand, 63 × 92 cm.
- 1860: Sommerlandschaft. Öl auf Leinwand, 42 × 35 cm.
- 1870: Heuernte am Chiemsee. Öl auf Leinwand, 22,5 × 37,5 cm.
- 1870: Blick auf Herrenchiemsee. Öl auf Leinwand, 72 × 98 cm.
- 1871: Aus der Campagna. Öl auf Leinwand, 27 × 47 cm.
- 1874: Frauenchiemsee. Öl auf Papier, 29 × 59 cm.
- 1875: Herrenwörth im 18. Jahrhundert. Öl auf Leinwand, 80 × 120 cm.

Undatiert
- Bayerische Alpenlandschaft. Öl auf Leinwand, 71 × 106 cm.
- Fraueninsel. Öl auf Leinwand, 41 × 70 cm.
- Hirtin mit Kühen in Chiemseelandschaft. Öl auf Leinwand, 69 × 116 cm.
- Landschaft mit Bergsee. Öl auf Leinwand, 32 × 47 cm.
- Rast an der Furt. Öl auf Leinwand, 82 × 67 cm.
- Schäfer mit Herde auf einer bewaldeten Anhöhe. Öl auf Leinwand, 72 × 102 cm.
- Waldstück mit drei Kühen und einer Magd mit Ziege im Hintergrund. Öl auf Leinwand, 100 × 73 cm.
- Weite Landschaft in den Voralpen. Öl auf Leinwand, 29 × 38 cm.